# Elettariopsis procurrens
Elettariopsis procurrens är en enhjärtbladig växtart som först beskrevs av François Gagnepain, och fick sitt nu gällande namn av Ludwig Eduard Loesener. Elettariopsis procurrens ingår i släktet Elettariopsis och familjen Zingiberaceae. Inga underarter finns listade i Catalogue of Life.